# Danh sách trường trung học phổ thông tại Bình Phước
Dưới đây là danh sách các trường trung học phổ thông tại Bình Phước, bao gồm các trường công lập. Tên trường in đậm là trường chuyên.

## Danh sách trường
| STT | Tên chính thức                                                                     | Năm thành lập | Địa chỉ             | Website |
| --- | ---------------------------------------------------------------------------------- | ------------- | ------------------- | ------- |
| 1   | Trường Trung học Phổ thông Bù Đăng                                                 | 2005          | Huyện Bù Đăng       |         |
| 2   | Trường Trung học Phổ thông Chơn Thành                                              | 1977          | Thị xã Chơn Thành   |         |
| 3   | Trường Trung học Phổ thông Chu Văn An                                              | 1996          | Thị xã Chơn Thành   |         |
| 4   | Trường Trung học Phổ thông Đa Kia                                                  |               | Huyện Bù Gia Mập    |         |
| 5   | Trường Trung học Phổ thông Đắk Ơ                                                   | 2014          | Huyện Bù Gia Mập    |         |
| 6   | Trường Trung học Phổ thông Đồng Phú                                                | 1999          | Huyện Đồng Phú      |         |
| 7   | Trường Trung học Phổ thông Đồng Xoài                                               | 1984          | Thành phố Đồng Xoài |         |
| 8   | Trường Trung học Phổ thông Hùng Vương                                              |               | Thành phố Đồng Xoài |         |
| 9   | Trường Trung học Phổ thông Lê Quý Đôn                                              | 1999          | Huyện Bù Đăng       |         |
| 10  | Trường Trung học Phổ thông Lộc Hiệp                                                |               | Huyện Lộc Ninh      |         |
| 11  | Trường Trung học Phổ thông Lộc Ninh                                                |               | Huyện Lộc Ninh      |         |
| 12  | Trường Trung học Phổ thông Lộc Thái                                                |               | Huyện Lộc Ninh      |         |
| 13  | Trường Trung học Phổ thông Ngô Quyền                                               |               | Huyện Phú Riềng     |         |
| 14  | Trường Trung học Phổ thông Nguyễn Du                                               | 1995          | Thành phố Đồng Xoài |         |
| 15  | Trường Trung học Phổ thông Nguyễn Huệ                                              | 1996          | Thị xã Bình Long    |         |
| 16  | Trường Trung học Phổ thông Nguyễn Hữu Cảnh                                         |               | Huyện Hớn Quản      |         |
| 17  | Trường Trung học Phổ thông Nguyễn Khuyến                                           | 2004          | Huyện Phú Riềng     |         |
| 18  | Trường Trung học Phổ thông Phú Riềng                                               | 1984          | Huyện Phú Riềng     |         |
| 19  | Trường Trung học Phổ thông Phước Bình                                              | 1995          | Thị xã Phước Long   |         |
| 20  | Trường Trung học Phổ thông Thanh Hòa                                               | 1998          | Huyện Bù Đốp        |         |
| 21  | Trường Trung học Phổ thông Thị xã Bình Long                                        | 1979          | Thị xã Bình Long    |         |
| 22  | Trường Trung học Phổ thông Thị xã Phước Long                                       | 1977          | Thị xã Phước Long   |         |
| 23  | Trường Trung học Phổ thông Thống Nhất                                              | 2004          | Huyện Bù Đăng       |         |
| 24  | Trường Trung học Phổ thông Trần Phú                                                |               | Huyện Hớn Quản      |         |
| 25  | Trường Trung học Phổ thông Chuyên Bình Long                                        | 2012          | Thị xã Bình Long    |         |
| 26  | Trường Trung học Phổ thông Chuyên Quang Trung                                      | 2003          | Thành phố Đồng Xoài |         |
| 27  | Trường Trung học Cơ sở và Trung học Phổ thông Đắk Mai                              |               | Huyện Bù Gia Mập    |         |
| 28  | Trường Trung học Cơ sở và Trung học Phổ thông Đăng Hà                              |               | Huyện Bù Đăng       |         |
| 29  | Trường Trung học Cơ sở và Trung học Phổ thông Đồng Tiến                            |               | Huyện Đồng Phú      |         |
| 30  | Trường Trung học Cơ sở và Trung học Phổ thông Lương Thế Vinh                       |               | Huyện Bù Đăng       |         |
| 31  | Trường Trung học Cơ sở và Trung học Phổ thông Minh Hưng                            |               | Thị xã Chơn Thành   |         |
| 32  | Trường Trung học Cơ sở và Trung học Phổ thông Nguyễn Bỉnh Khiêm                    |               | Thị xã Chơn Thành   |         |
| 33  | Trường Trung học Cơ sở và Trung học Phổ thông Tân Tiến                             |               | Huyện Bù Đốp        |         |
| 34  | Trường Trung học Cơ sở và Trung học Phổ thông Võ Thị Sáu                           | 2000          | Huyện Bù Gia Mập    |         |
| 35  | Trường Phổ thông Dân tộc Nội trú Trung học Phổ thông Bình Phước                    | 1997          | Thành phố Đồng Xoài |         |
| 36  | Trường Phổ thông Dân tộc Nội trú Trung học Cơ sở và Trung học Phổ thông Bù Gia Mập | 2014          | Huyện Bù Gia Mập    |         |
| 37  | Trường Phổ thông Dân tộc nội trú Trung học Cơ sở và Trung học Phổ thông Điểu Ong   |               | Huyện Bù Đăng       |         |

Thống kê:
- Toàn tỉnh có 37 trường trung học phổ thông, trong đó có 2 trường chuyên, 8 trường có nhiều cấp học và 3 trường phổ thông dân tộc nội trú.
- Số trường trung học phổ thông tại các địa phương:
  - Thành phố Đồng Xoài: 5 trường
  - Thị xã Bình Long: 3 trường
  - Thị xã Phước Long: 2 trường
  - Thị xã Chơn Thành: 4 trường
  - Huyện Phú Riềng: 3 trường
  - Huyện Bù Đốp: 2 trường
  - Huyện Bù Gia Mập: 4 trường
  - Huyện Bù Đăng: 5 trường
  - Huyện Hớn Quản: 2 trường
  - Huyện Đồng Phú: 2 trường
  - Huyện Lộc Ninh: 3 trường